# Єремія ван Рімсдейк
Єремія ван Рімсдейк (нід. Jeremias van Riemsdijk; 18 жовтня 1712 — 3 жовтня 1777) — тридцятий генерал-губернатор Голландської Ост-Індії.

## Біографія

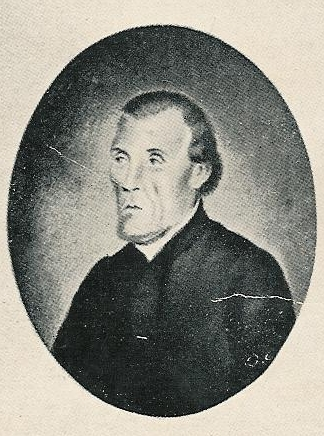
Єремія ван Рімсдейк

Єремія ван Рімсдейк народився в Утрехті, в родині Сципіона ван Рімсдейка з Бюнніка і Йоханни Богерт. Він вступив на службу до Голландської Ост-Індійської компанії (VOC) і 25 лютого 1735 року відплив до Ост-Індії на кораблі "van de Proostwijk" в якості сержанта. Прибувши до Батавії 14 вересня цього ж року, Єремія ван Рімсдейк вступив на цивільну службу. Він розроховував на протекцію з боку Адріана Валкеніра, який скоро став генерал-губернатором, а на час прибуття Єремії до Батавії вже був членом Ради Індій.
В 1743 році ва Рімсдейк став надзвичайним радником при Раді Індій, а 17 серпня 1764 року- генеральним директором.
Після того, як Петрус Альбертус ван дер Парра помер 28 грудня 1775 року, ван Рімсдейк був обраний новим генерал-губернатором. За одинадцять років, протягом яких ван Рімсдейк працював зі своїм попередником, він в багатьох моментах перейняв його марнотратний і корумпований спосіб життя. Наприклад, він замовив в Європі скляний коч (екіпаж), в якого запрягав арабських жеребців. Він мав понад 200 рабів і рабинь. Свого сина у віці дев'яти років він призначив на посаду в компанії, і призначив йому заробітню платню. 
Єремія ван Рімсдейк був одружений п'ять разів. Він помер 3 жовтня 1777 в своєму маєтку, і похований на сімейному кладовищі.